# Ruby (cantora)
Rania Hussein Mohammed Tawfik (em árabe: رانيا حسين محمد توفيق), (nascida a 8 de outubro de 1981 no Cairo), conhecida artisticamente como Ruby, é uma cantora, actriz e modelo ocasional egípcia que conseguiu o reconhecimento internacional com seu single de 2003 "Enta Aref Leih".

## Biografia

### Carreira musical
O vídeoclip da canção "Enta Aref Leih" (2003) foi dirigido por Sherif Sabri e foi um sucesso no Médio Oriente no ano 2003. Ruby foi criticada pelos meios de comunicação por aparecer com um provocativo traje de dança do ventre. Apesar desta crítica, o single de grande êxito levou Ruby à luz pública e valeu-lhe o reconhecimento nacional.
O seu segundo vídeo foi publicado no início de 2004 e foi titulado "Leih Beydary Kedah" e dirigido por Sherif Sabri. Nesta produção novamente incluíram-se cenas provocativas que chamaram a atenção dos meios. O seu terceiro vídeo musical, "El Gharaam (Koll Amma A'ollo Ah)" apresentou cenas do filme de Ruby, Saba' Wara'aat Kotcheena. Este filme foi proibido em alguns países do mundo árabe por conter temáticas para adultos.
Ruby foi interrogada em numerosas entrevistas sobre o seu estilo provocativo e os seus movimentos sugestivos, interrogações às quais respondeu que não se considerava a si mesma como um símbolo sexual. Também era rumor que estava casada com o seu manager, Sherif Sabri, mas ambos se encarregaram de negar a dita afirmação.
Em 2008 publicou o single Yal Ramoush e também cantou a canção oficial da trilha sonora do filme Awwel Marra.

## Discografia
- Eba'a Abelni (2004)
- Meshit Wara Ehsasy (مشيت ورا إحساسى 2007)
- Inta Jubnya Keda (2009)

## Filmografia
| Ano  | Filme                    | Título internacional                | Notas                                                                                               |
| ---- | ------------------------ | ----------------------------------- | --------------------------------------------------------------------------------------------------- |
| 2000 | Film Saqafi              | Cultural film                       | |
| 2001 | Sokoot Hansawwar         | Silence, We're Rolling              | |
| 2004 | Sabaa' Waraqat Kotsheena | 7 Cards                             | |
| 2008 | Leilet El BabyDoll       | The BabyDoll Night                  | |
| 2008 | Al Waad                  | The Promise                         | |
| 2010 | Al Shawq                 | Longing                             | Vencedora do prémio Golden Pyramid na edição número 34 do Festival Internacional de Cinema do Cairo |
| 2013 | Al Harami Wal Abeet      | The Thief and the Idiot             | |
| 2016 | Al Hafla                 | The Party                           | |
| 2017 | Al Kanz                  | The Treasure: Truth and Imagination | |